# دريسدن (نيويورك)
دريسدن (بالإنجليزية: Dresden, Washington County, New York)‏ هي بلدة أمريكية تقع في الولايات المتحدة في مقاطعة واشنطن، نيويورك. يقدر عدد سكانها بـ 677 نسمة .